# Pardosa colchica
Pardosa colchica là một loài nhện trong họ Lycosidae.
Loài này thuộc chi Pardosa. Pardosa colchica được Mcheidze miêu tả năm 1946.